# Colombe d'Or

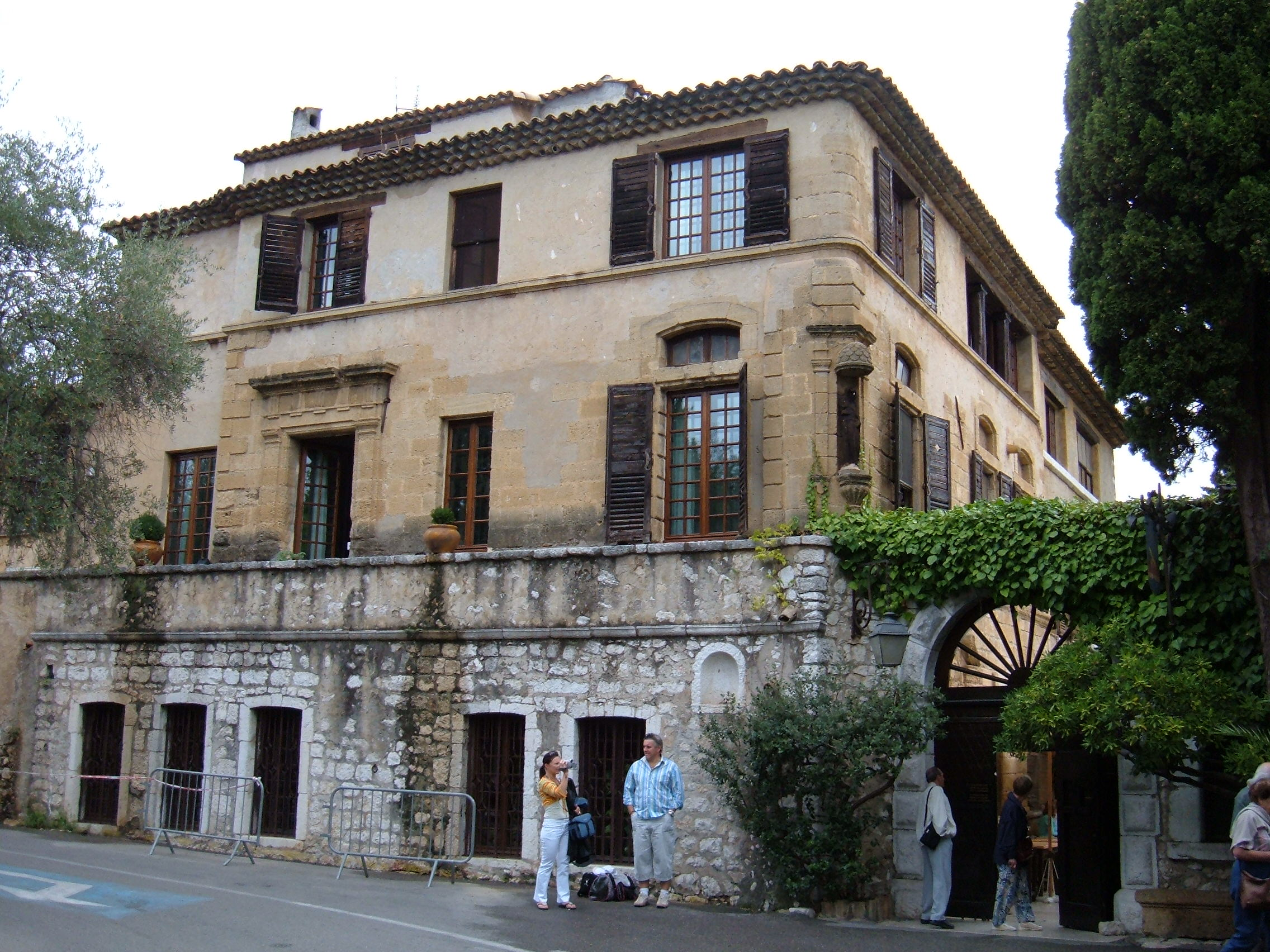
La Colombe d'Or

La Colombe d'Or is een hotel-restaurant in Saint-Paul-de-Vence. Het is gelegen aan het Place De Gaulle bij de entree van het vestingstadje even boven Nice in Zuid-Frankrijk. Aan de wanden binnen hangen vele originele schilderijen van de bezoekers van weleer. Van Fernand Léger, van wiens werk een museum is ingericht in het nabijgelegen Biot, bevindt zich nog een tegeltableau op het terras. Buiten bevinden zich diverse beelden van bekende kunstenaars.
La Colombe d'Or is het etablissement waar al in het begin van de 20e eeuw de internationaal bekende kunstenaars met grote namen, zoals Pablo Picasso, de Nederlander Kees van Dongen, Joan Miró, Georges Braque, Fernand Léger en vele anderen samen kwamen en waar zij gewend waren hun rekeningen te betalen in natura, dus in plaats van met geld in de vorm van schilderijen of beelden. Dat maakte van La Colombe d'Or meer dan een hotel-restaurant: het werd en is nog steeds een instituut.
La Colombe d'Or ligt niet ver van de Fondation Maeght, oorspronkelijk de villa van het echtpaar Maeght, houders van een bekende galerie in Parijs, waar kunstenaars van naam en faam kind aan huis waren en zijn.